# Antimachide
Antimachide (fl. VI secolo a.C.) è stato un architetto greco antico, spesso associato ad Antistate, Callescro e Porino.
Lavorò nella costruzione del tempio di Zeus Olimpio ad Atene, opera rimasta incompiuta a causa della cacciata dei Pisistratidi.
Il tempio di cui ora si vedono le rovine è opera dell'architetto Cossutio, compiuta sotto Antioco IV, ma negli scavi del 1883 vennero in luce le antiche fondamenta.